# Dendrogyra cylindricus
Genre
Espèce
Statut de conservation UICN

 CR A2bce : 
En danger critique
Dendrogyra cylindricus (ou « cylindrus ») est une espèce de scléractiniaires (coraux durs) de la famille des Meandrinidae. C'est la seule espèce du genre Dendrogyra. Ce corail est également appelé « Corail cierge » ou « Corail à colonnes ».

## Description et caractéristiques
C'est un corail massif, formant des colonnes verticales arrondies jaunes à brunes. Il est caractérisé par ses polypes qui demeurent sortis pendant la journée, ce qui est rare chez les coraux durs.

## Habitat et répartition
C'est une espèce qu'on rencontre aux Caraïbes, des Bahamas au Venezuela (mais elle semble absente de Panama et de Colombie).

## Statut
La liste rouge de l'UICN des espèces menacées répertorie le Corail cierge comme étant « en danger critique d'extinction ». En effet, les taux de recrutement et de survie des juvéniles sont faibles et ce corail est particulièrement sensible à la fois au blanchissement et à la Peste blanche (maladie du corail). Il résiste aux fortes vagues mais peut être brisé par les ouragans tropicaux. Toutefois, les fragments brisés se régénèrent bien. Il est présent dans des parcs marins qui devraient le protéger des agressions humaines. En outre, l'apparition de la maladie de la perte de tissus coralliens en Floride et dans les Caraïbes provoque des extinctions locales et peut avoir des effets délétères sur l'espèce car celle-ci est infectée à un stade précoce de la progression de la maladie.